# Oplisa oldenbergi
Oplisa oldenbergi är en tvåvingeart som först beskrevs av Herting 1961.  Oplisa oldenbergi ingår i släktet Oplisa och familjen gråsuggeflugor. Inga underarter finns listade i Catalogue of Life.